# 東小南山
東小南山（とうしょうなんざん）は台湾の高雄市桃源区に位置する標高3,711ｍの山。山域は玉山国家公園に属する。

## 概要
玉山の南に位置する山で、玉山南峰の尾根上にある。
台湾百岳の中で9位であった。